# 鹊王台酒
鹊王台酒是河北内丘出产的一种白酒。当地酿酒历史悠久，最早记载是战国时期，元朝明朝时期，酿造技艺基本定型，酿酒至今。1958年当局成立内丘县食品加工厂，后数度改制、易名。鹊王台酒乃以小麦制中高温大曲，贮存半年后方可用作为糖化发酵剂，经五粮结合、混蒸清烧、入泥窖续茬发酵、原窖原入、甑锅蒸馏，陶坛木酒海贮存等传统工艺酿成的浓香型白酒和清香型白酒。